# Кет Клоу
Кет Клоу (Cat Claw), алиас Каролина Конор, је стрип јунакиња коју су осмислили Бранислав Керац (цртач) и Светозар Обрадовић (сценариста). Објављено је 44 епизоде разних дужина, а осим Обрадовића који је радио само прву епизоду, сценариста је био и Славко Драгинчић (до осме епизоде), да би писање сценарија касније преузео Бане Керац.

## Историјат
Прва епизода је нацртана у јуну 1981. године и објављена на страницама Ју стрипа, под насловом „Отровне канџе“ (Bane Claws), а последња је изашла у октобру 1994. Стрип је настао по захтеву редакције Ју стрипа, која је желела да свој садржај обогати стрипом о супер-хероју рађеном по узору на Марвелове или DC Comics јунаке. Кет Клоу је настала као женска верзија Спајдермена.
У почетку је стрип пратио клише, али је од тренутка када Керац постаје и сценариста стрип кренуо скоро у воде пародије, што га је вероватно и довело до успеха у свету.
Кет Клоу је вероватно најуспешнији стрип једног српског стрип цртача, а објављен је са великим успехом у САД, Француској, Холандији, Шведској, Норвешкој, Турској и другим земљама. Неке епизоде (последња четири албума) објављене у тим земљама објављене су Србији са закашњењем од десетак година (2004).
После дужег времена, 2023. године хрватска издавачка кућа Фибра објављује једнотомно омнибус издање које обухвата свих 44 епизода.